# Sho Iwamoto
Sho Iwamoto (岩本 翔 Iwamoto Sho?), född 18 mars 2001 i Kanagawa prefektur, är en japansk fotbollsspelare.
Iwamoto började sin karriär 2017 i Gamba Osaka.